# Бароліс Ян Володимирович
Я́н Володи́мирович Баро́ліс (нар. 11 березня 1990, с. Доброолександрівка, Овідіопольський район, Одеська область, Українська РСР — 26 квітня 2015, м. Дніпро, Україна) — український прикордонник, сержант Державної прикордонної служби України, учасник російсько-української війни.

## Життєвий шлях
Народився та виріс в селі Доброолександрівка на Одещині. Навчався у Доброолександрівській загальноосвітній школі. Закінчив технікум, де здобув професію будівельника.
Сержант, інспектор прикордонної служби відділу прикордонної служби «Іллічівськ» Одеського прикордонного загону Південного регіонального управління ДПСУ. В складі оперативно-бойової прикордонної комендатури виконував бойові завдання на території проведення антитерористичної операції у Донецькій області.
26 березня 2015 зазнав важких поранень під час оборони блокпоста в селищі Суха Балка Донецької області. Після місяця перебування в комі, не опритомнівши, помер 26 квітня в Дніпропетровській обласній клінічній лікарні ім. Мечнікова.
Похований 29 квітня на кладовищі рідного села Доброолександрівки.
Без Яна лишилися мати, двоє молодших братів, бабуся та наречена. Мати Яна, Цьось Катерина Борисівна, — голова ГО «Об'єднання матерів та дружин учасників АТО в Овідіопольському районі».

## Вшанування
- 25 травня 2016 року на фасаді Доброолександрівської ЗОШ І—ІІІ ступенів відкрито меморіальну дошку випускникові школи Яну Баролісу.
- 14 жовтня 2016 року в смт Овідіополь на площі Незалежності відкрито пам'ятний знак загиблим воїнам АТО з Овідіопольського району, серед яких й ім'я Яна Бароліса.
- 16 червня 2017 року сесія Доброолександрівської сільської ради ухвалила рішення «Про перейменування вулиці Центральна у вулицю Яна Бароліса».